# Miss Teen Vietnam
 (avril 2021).
 (avril 2021).
Si vous disposez d'ouvrages ou d'articles de référence ou si vous connaissez des sites web de qualité traitant du thème abordé ici, merci de compléter l'article en donnant les références utiles à sa vérifiabilité et en les liant à la section « Notes et références ».
Miss Teenager Vietnam est un concours de beauté vietnamien réservé aux jeunes femmes de 16 à 19 ans.

## Les Miss Teen Vietnam depuis 2006
| 2006 | Nguyễn Ngọc Anh         | Hanoï             |
| 2007 | Nguyễn Hương Ly         | Hanoï             |
| 2008 | Nguyễn Thùy Huyền Trang | Đồng Nai          |
| 2009 | Lý Thị Xuân Mai         | Hô Chi Minh-Ville |
| 2010 | Lâm Thị Diễm Trang      | Vĩnh Long         |
| 2011 | Cao Thanh Thảo My       | Hanoï             |
| 2012 | Nguyễn Thu Trang        | Hanoï             |